# Grønlandsk Blåøje
Grønlandsk Blåøje (Sisyrinchium groenlandicum) er en 12-30 cm høj flerårig urt med smalt linjeformede græslignende blade og blålige blomster, som er endemisk og sjælden i Grønland, og findes ikke i Danmark.

## Beskrivelse
Grønlandsk Blåøje vokser tueformet og har smalle linjeformede græsagtige blade, som er 1-1,8 cm brede. Dens tynde, ranke og let sammentrykte eller svagt vingede stængler bliver 12 - 30 cm høje. Blomsterne sidder samlet for enden af stænglerne i 1-4 blomstrede halvskærmslignende blomsterstande. Blomsterstanden er omgivet af 2 grønlige og smalle hylsterblade. Det ydre hylsterblad er 3-4,5 cm langt og det indre hylsterblad er ca. 1-2 cm langt. Begge hylsterblade har en hindekant.
De 6 blegblå blosterblade er ca. 0,6-0,9 cm lange, ovale og spidser til i en brod, og har en midtstreg, som er mørkere blå. Frugten er en 3-5 cm lang kapsel, som grøn-brunligt violet og bliver mørkere når den modner.
Da den blev fundet i Grønland første gang i 1932, blev den identificeret som Sisyrinchium montanum, men blev ved nærmere undersøgelse beskrevet af Tyge W. Böcher som en selvstændig art.

## Habitat
Grønlandsk Blåøje findes på varme, solrige, stejle, tørre sydskråninger i græs- og steppesamfund.

## Udbredelse
Grønlandsk Blåøje har meget få voksesteder i Grønland, og findes kun i Nuup Kangerlua og Ameralik, samt ved Kangerlussuaq. På Grønlands Rødliste er den i 2018 vurderet til Sårbar. På trods af at den er både sjælden og endemisk i Grønland er hverken den eller dens voksesteder fredet.
Grønlandsk Blåøje er ikke vurderet på IUCNs rødliste.
| Portal | Portal:Botanik |